# Parafia Matki Boskiej Częstochowskiej w Montrealu
Parafia Matki Boskiej Częstochowskiej w Montrealu (ang. Our Lady of Czestochowa Parish) (fr. Paroisse de Notre-Dame de Czestochowa) – parafia rzymskokatolicka położona w Montrealu w prowincji Quebec w Kanadzie. Jest wieloetniczną, najstarszą parafią polonijną w Montrealu, z mszą św. w jęz. polskim dla polskich imigrantów. Ustanowiona w 1907 roku.

## Historia parafii
Pierwsze wiadomości o Polakach w Montrealu pochodzą z 1894 roku. Przybyli oni ze Stanów Zjednoczonych jako specjaliści, sprowadzeni do fabryki Singera (około 30 rodzin) i zamieszkali w zachodniej części miasta. Po nich przybywały w roku 1900 i 1902, większe grupy emigrantów, głównie z zaboru austriackiego. W 1904 roku, kolonia polska (wraz z Litwinami, utrzymującymi dobrosąsiedzkie stosunki z Polakami) w Montrealu liczyła około 1500 osób.
W 1907 roku ordynariusz diecezji montrealskiej, biskup Paul Bruchesi, mianował duszpasterzem parafii polskiej ks. Bolesława Szlamasa – Szumskiego, z pochodzenia Litwina, ale mówiącego płynnie po polsku. Od 1930 roku opiekę nad parafią objęła Polska Prowincja Franciszkańska w Ameryce.
We wrześniu 1974 roku duszpasterstwo przejęli polscy franciszkanie. Powstała kanadyjska Kustodia OO. Franciszkanów (od 1986 roku jako część gdańskiej prowincji pw. św. Maksymiliana), która objęła opieką duszpasterską najpierw Polaków w Montrealu, a później również w Peterborough i Thunder Bay. W 2007 roku parafia MB Częstochowskiej obchodziła jubileusz 100-lecia swojej działalności.
Na przestrzeni lat, wraz z innymi ośrodkami polonijnymi w Montrealu, parafia MB Częstochowskiej była często pierwszym kontaktem i wsparciem dla polskich emigrantów, przybywających do Kanady zwłaszcza po wprowadzeniu stanu wojennego w Polsce. Jedną z inicjatyw miejscowych duszpasterzy była organizacja dla parafian pielgrzymek do sanktuariów na terenie prowincji Quebec, jak również wyjazdów na spotkanie z Janem Pawłem II podczas jego pielgrzymek do Kanady.

## Kościół
Pierwszy kościół polski przy ulicy Montgomery, wzniesiony ogromnym wysiłkiem proboszcza ks. Franciszka Pyznara oraz wiernych, poświęcony został 27 maja 1917 roku. Był to równocześnie pierwszy Dom Polski skupiający Polonię w Montrealu.
Po zakupieniu nowej działki pod budowę przy ul. Montgomerry w pobliżu Rue Ontario, 28 marca 1915 roku, parafia otrzymała pozwolenie na budowę. 15 października 1916 roku poświęcono kamień węgielny, zaś 27 maja 1917 roku, w dzień Zielonych Świąt, dokonano uroczystego poświęcenia nowo powstałego kościoła. Na jego wieży zawieszono dzwon, który nazwano imieniem patrona młodzieży, św. Stanisława Kostki, a w ołtarzu głównym umieszczono kopię obrazu Matki Boskiej Częstochowskiej.
6 marca 1938 roku dokonano aktu poświęcenia odnowionego kościoła, którego dokonał abp Georges Gauthier. Z tej okazji wydano specjalny Pamiętnik z okazji poświęcenia odnowionego kościoła M. B. Częstochowskiej w Montrealu, ilustrowany zdjęciami z życia towarzystw kościelnych.
W związku z rosnącą liczbą wiernych, zakupiono teren na rogu ul. Hochelaga i Gascon i rozpoczęto budowy obecnego kościoła. 9 czerwca 1946 roku, Biskup Lawrence Whelan poświęcił teren, wmurował kamień węgielny pod obecny kościół. Projekt kościoła wykonał Henri S. Labelle, nadzorował go polski architekt, Zygmunt Kowalczuk.
Wystrój wnętrza wykonany został przez polskiego artystę Stefana Kątskiego, włoskiego rzeźbiarza Sebastiana Aiello i montrealskiego snycerza, Paula Barbauda. W głównym ołtarzu umieszczono w oprawie ozdobionej cennymi kamieniami kopię obrazu Matki Boskiej Częstochowskiej. Została ona skradziona w czerwcu 1955 roku. Zastąpiono ją nowym obrazem, wykonanym przez malarkę Andree de Grott Sobocką.
W czerwcu 2008 roku na placu przed kościołem – przy skrzyżowaniu ulic Hochelaga i Gascon – stanął pomnik, dedykowany papieżowi Janowi Pawłowi II. Wspomniany pomnik powstał z inicjatywy miejscowych franciszkanów oraz dzięki wsparciu Polonii montrealskiej.

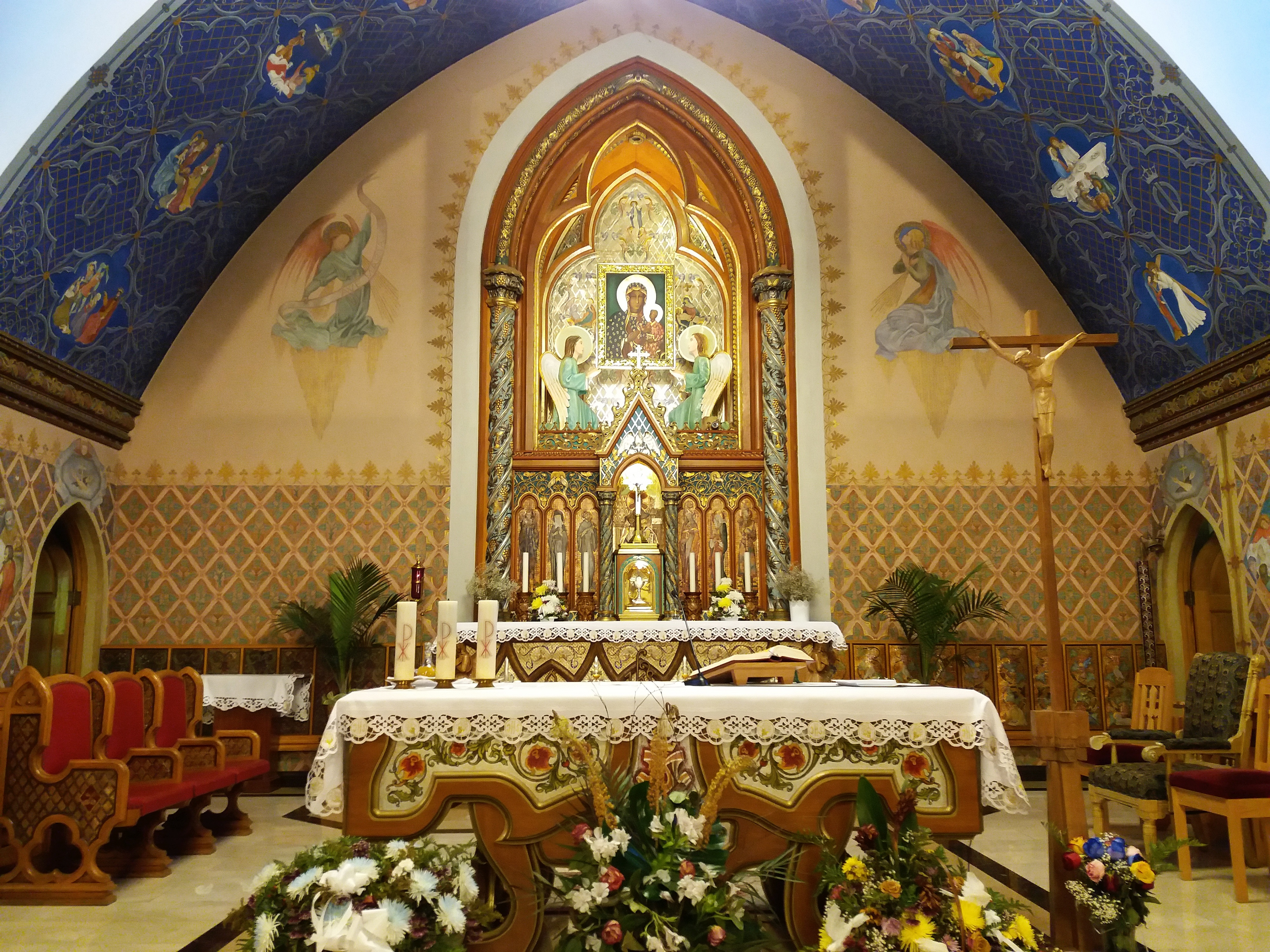
Widok na prezbiterium i obraz MB Częstochowskiej w ołtarzu głównym

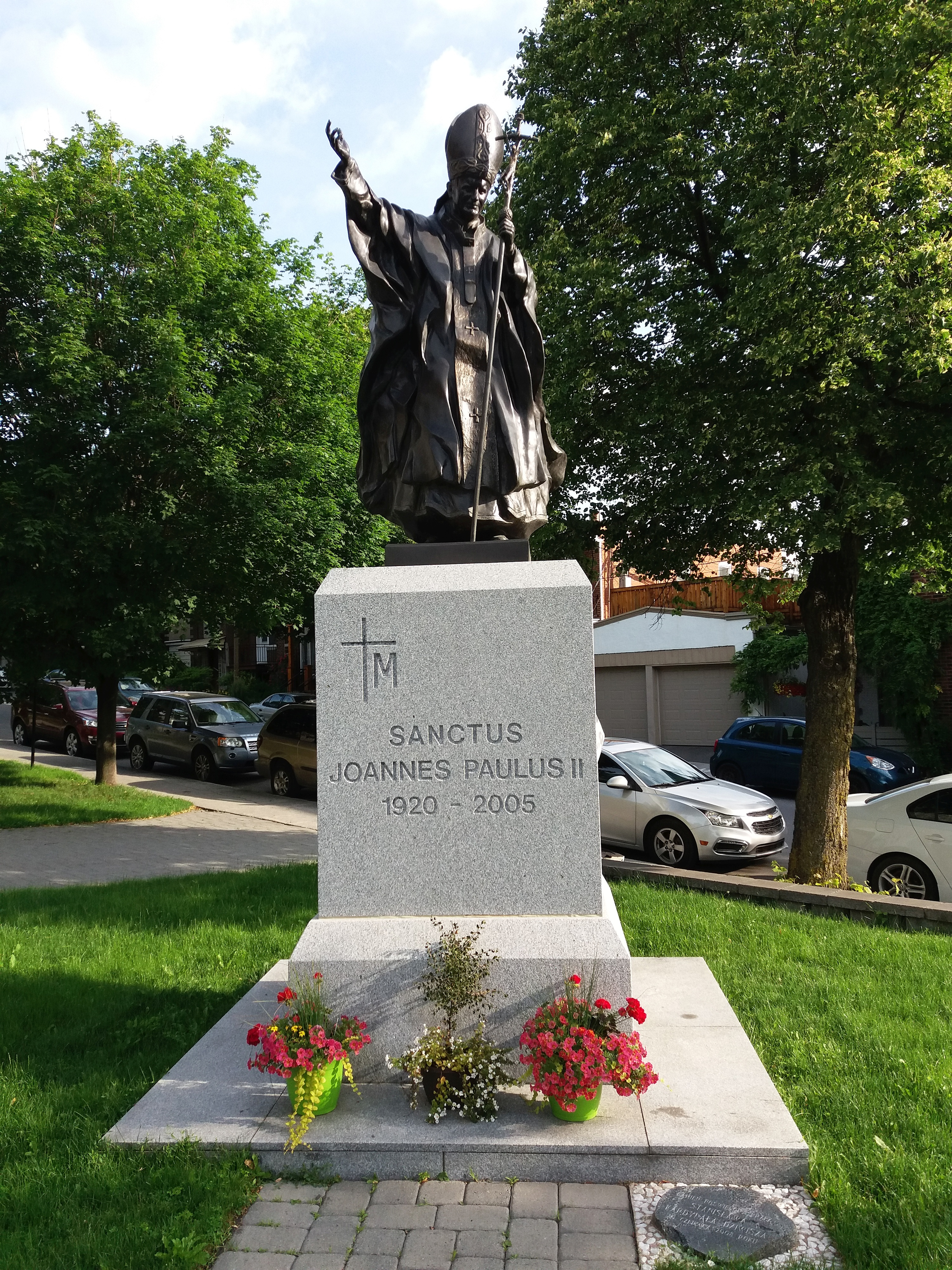
Pomnik Jana Pawła II na placu przed kościołem

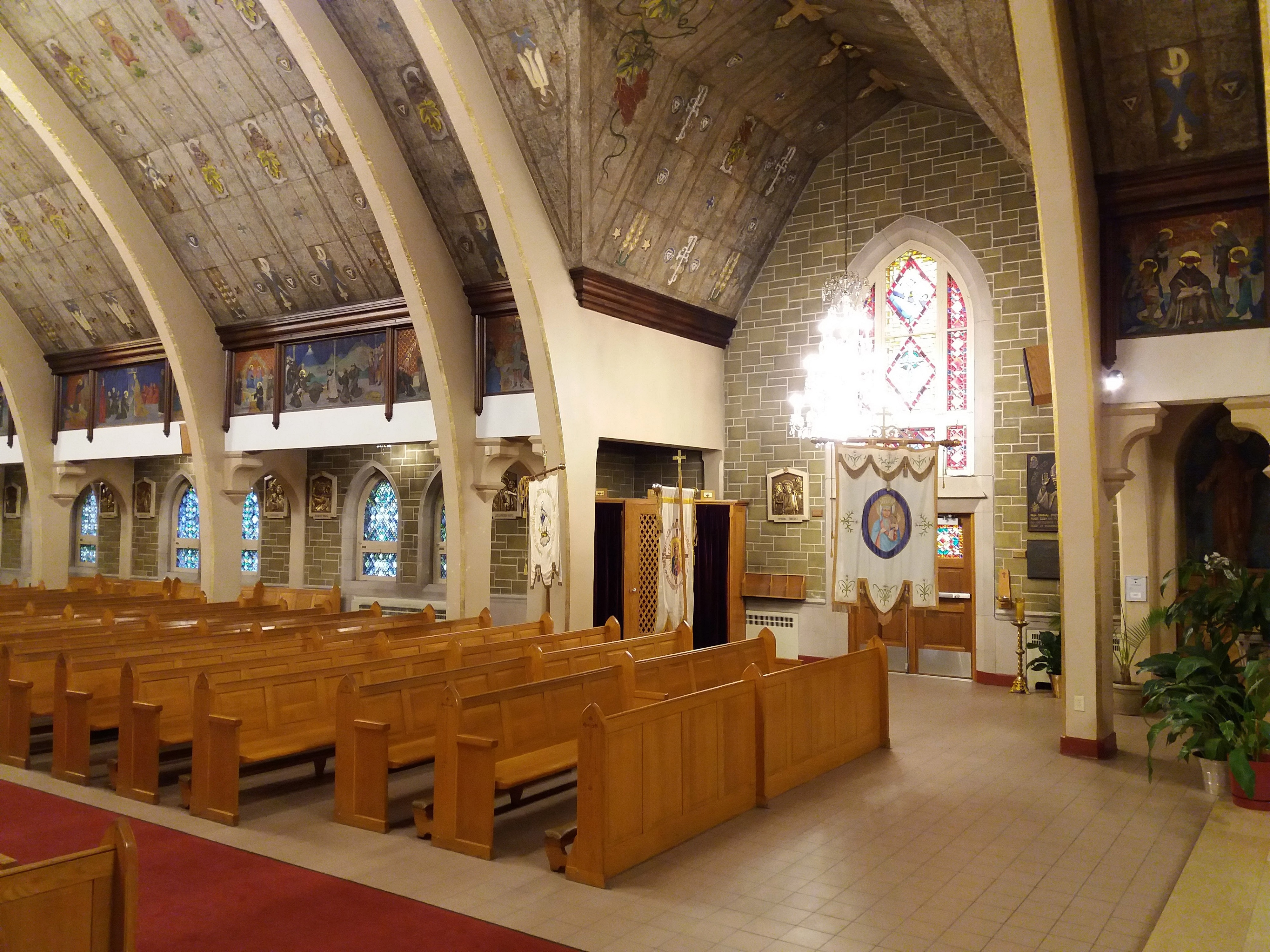
Fragment wnętrza kościoła

## Duszpasterze
Źródło:
- ks. Bolesław Szlamas (1907–1907)
- ks. Franciszek Chałupka (1907–1908)
- ks. Geoffrion (1908–1909)
- ks. E. Vrydaegs CSsR (1909–1915)
- o. Franciszek Pyznar OFMConv. (1915–1921)
- ks. Franciszek Dembiński CR (1921–1922)
- ks. Jan Drzewiecki CR (1922–1922)
- ks. Jędruszczak (1922–1922)
- ks. E. Vrydaegs CSsR (1923–1923)
- ks. Wojciech Sosna (1923–1930)
- o. Bernard Kaźmierczyk OFMConv. (1930–1955)
- o. Fryderyk Bałdyga OFMConv. (1955–1964)
- o. Łucjan Królikowski OFMConv. (1964–1966)
- o. Ryszard Gruza OFMConv. (1966–1968; zginął w czasie pożaru plebanii 29 października 1968)
- o. Jan Bambol OFMConv. (1968–1973)
- o. Rajner Ziemski OFMConv. (1973–1974)
- o. Szymon Grodzki OFMConv. (1974–1985)
- o. Jerzy Naglewski OFMConv. (1986–1989)
- o. Krzysztof Cybulski OFMConv. (1989–1992 i 1995–2003)
- o. Marek Ignaszewski OFMConv. (1992–1995)
- o. Wacław Sokołowski OFMConv. (2003–2015)
- o. Adam Zawacki OFMConv. (2015 – 30 września 2017)
- o. Józef Błaszak OFMConv. (od 1 października 2017)

## Organizacje parafialne
- Świecka Rodzina Franciszkańska
- Towarzystwo Żywego Różańca
- Rycerstwo Niepokalanej
- Towarzystwo św. Anny
- grupa taneczna „Tęcza” (od 1962 roku)
- chór parafialny
- grupa teatralna „Razem”

## Szkoła sobotnia
W 1952 roku rozpoczęła działalność szkoła sobotnia, prowadzona przez siostry zmartwychwstanki pod kierownictwem s. Stanisławy Kacpury. W 1999 roku wspomniana szkoła połączyła się ze szkołą św. Królowej Jadwigi.

## Nabożeństwa w j. polskim
- W dni powszednie – 8:00
- Sobota – 8:00; 18:00 (Msza święta niedzielna)
- Niedziela – 8:30; 10:00; 11:30
- Ponadto w środy i piątki – 19:00[7]